# Zingiber olivaceum
Zingiber olivaceum là một loài thực vật có hoa trong họ Gừng. Loài này được John Donald Mood và Ida Theilade mô tả khoa học đầu tiên năm 2002.

## Từ nguyên
Tính từ định danh olivaceum (giống đực: olivaceus, giống cái: olivacea) nghĩa là màu xanh lục ô liu (màu xanh lục ánh vàng).

## Mẫu định danh
Mẫu định danh: Mood 97p86; là cây trồng số T-7593 do Mark Collins thu thập năm 1993 ở cao độ 540 m, gần Ban Krung Ching, khoảng 50 km về phía tây bắc thành phố Nakhon Si Thammarat, tỉnh Nakhon Si Thammarat, được trồng tại Vườn ươm cây Lyon ở Hawaii và Vườn Nhiệt đới Nong Nooch, Thái Lan. Mẫu holytpe lưu giữ tại Đại học Aarhus (AAU).

## Phân bố
Loài này là bản địa miền nam Thái Lan, phần bán đảo.